# Christopher Jacobs (Politiker)

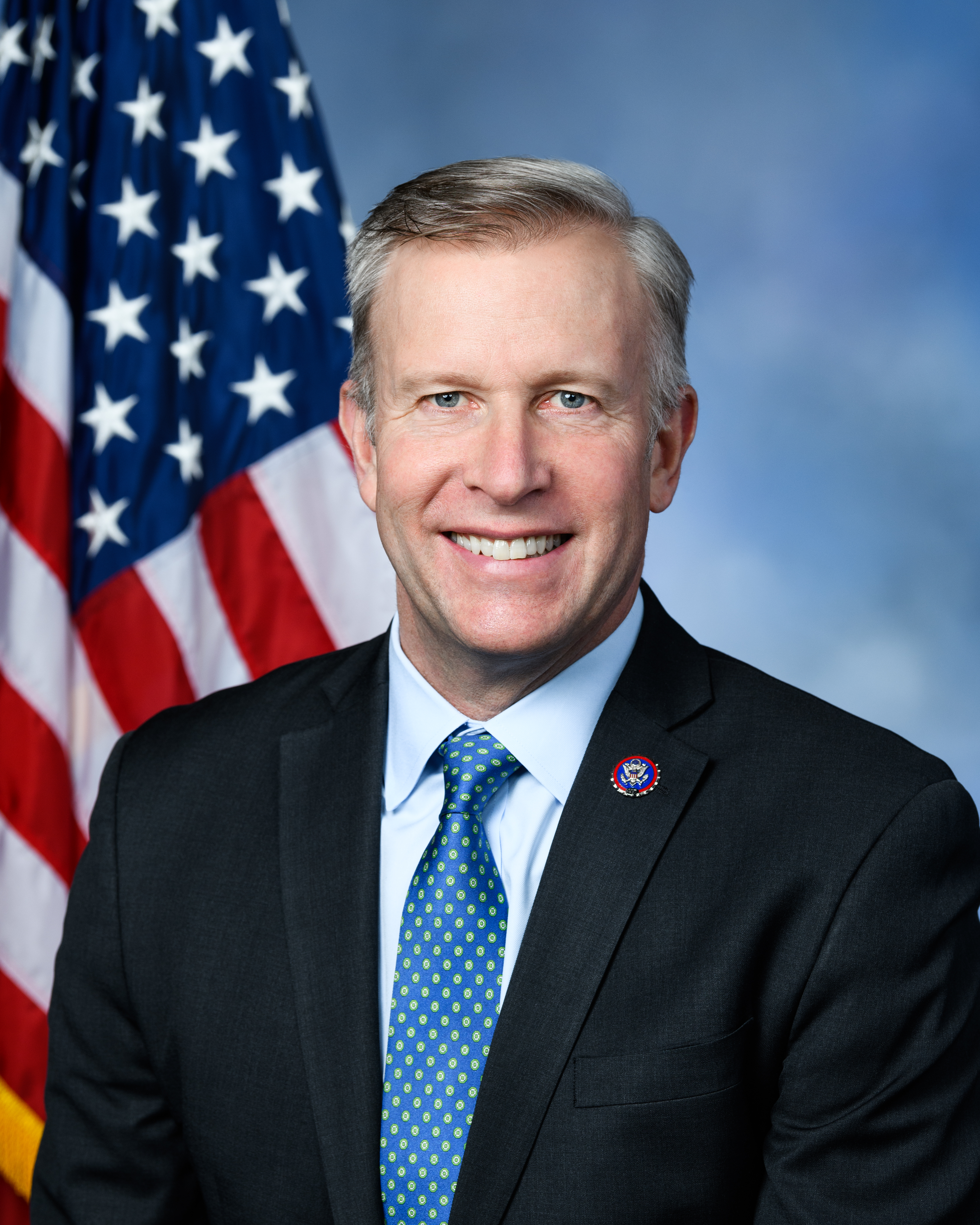
Chris Jacobs

Christopher Louis „Chris“ Jacobs (* 28. November 1966 in Buffalo, New York) ist ein US-amerikanischer Jurist, Geschäftsmann und Politiker (Republikanische Partei). Er war von April 2006 bis Januar 2007 Innenminister von New York unter Gouverneur George Pataki und von Januar 2012 bis Januar 2017 Stadtschreiber des Erie County. Von Januar 2017 bis Juli 2020 saß er für den 60. Bezirk seines Staates im Senat von New York. Im Juni 2020 gewann er eine Nachwahl um den 27. Kongresswahlbezirk von New York im Repräsentantenhaus der Vereinigten Staaten zu vertreten.

## Werdegang
Christopher Jacobs, Sohn von Pamela Ryan und Lawrence Jacobs (1938–2001), wurde 1967 geboren und wuchs im Westteil von New York auf. Er hat vier Geschwister: Luke T., Lawrence D. junior, Jessica H. und Elizabeth R. Über seine Jugendjahre ist nichts bekannt. Er graduierte am Boston College mit einem Bachelor of Arts in Geschichte. Danach ging er an die American University in Washington, D.C., wo er einen Master of Business Administration machte. Dann studierte er erfolgreich Jura an der University at Buffalo. Nach seinem Abschluss an der American University arbeitete er eine Zeit lang für das Bauministerium der Vereinigten Staaten (HUD) unter dem damaligen Bauminister Jack Kemp.
Jacobs ist ein vehementer Verfechter des Ausbaus der lokalen Wirtschaftsförderung und der Verbesserung des Bildungssystems. In diesem Zusammenhang ist sein Engagement bei dem Bauunternehmen Avalon Development, LLC zu verstehen, welches seinen Fokus auf die adaptive Wiederverwendung und Sanierung von Objekten in der City von Buffalo legt. Jacobs ist Präsident des Unternehmens. Seit Mai 2005 bekleidet er auch den Posten als Direktor der Buffalo Place Inc. 1995 war er Mitbegründer der BISON Scholarship Fund, Inc. Dabei steht BISCON für Buffalo Inner-city Scholarship Opportunity Network. Bis Anfang der 2010er Jahre wurden so über 12,5 Millionen US-Dollar an Spendengeldern für Stipendien von mehr als 17.000 Kindern aus Familien mit niedrigen und mittleren Einkommen im ganzen Erie County (New York) aufgebracht. 2000 war er Mitbegründer der South Buffalo Charter School, eine der ersten Charterschulen im Westteil von New York. Heute werden mehr als 800 Kinder jährlich ausgebildet. Die Schule ist als eine der besten Charterschulen in ganz New York anerkannt. Ferner ist er in verschiedenen philanthropischen Programmen auf nationaler und lokaler Ebene aktiv. In diesem Zusammenhang war er der Mitbegründer von The Empowerment Network Foundation (TEN) in Washington, D.C., die mit einkommensschwachen Gemeinden zusammenarbeitet, um „best practice“ Lösungen für gemeinsame Herausforderungen zu entwickeln.
2004 wurde Jacobs in den Buffalo Board of Education gewählt, wo er bis 2011 tätig war. Während dieser Zeit arbeitete er daran die durchschnittliche Klassengröße zu verringern. Dafür stellte er mehr als 200 neue Lehrer ein. Um zusätzliche Hilfe für sich abquälende Studenten zu bieten, verlängerte er das Schuljahr. Ferner war er aktiv bei der Aushandlung der Tarifverträge beteiligt, welche die Effizienz verbesserten und die Kreiskosten reduzierten. Außerdem half er dem Kreis 40 Millionen US-Dollar bei Gesundheitskosten für Personal einzusparen.
Der Gouverneur von New York, George Pataki, ernannte ihn 2006 zum Secretary of State von New York – ein Posten, den er bis 2007 innehatte. Während seiner Amtszeit hatte er den Vorsitz im New York State Real Estate Board und im Wireless 911 Emergency System Board. Außerdem nahm er eine aktive Rolle bei der Entwicklung des Niagara River Greenway. Davor war er als Erie County Deputy Commissioner of Environment and Planning im Office of Planning and Economic Development tätig und arbeitete auch wieder in Washington, D.C. für das Bauministerium der Vereinigten Staaten.
Bei den Gouverneurswahlen in New York 2006 trat er als Running Mate des ehemaligen Gouverneurs von Massachusetts, Bill Weld, an. und bei den Gouverneurswahlen in New York 2011 als „Running Mate“ von Steve Levy.
Jacobs ist in der Gemeinde aktiv. Er sitzt in dem Board of Buffalo Place und dem Freedom Station Coalition Board. Davor saß er in dem Catholic Academy of West Buffalo Board und dem Olmsted Parks Conservancy Board.
Im November 2011 wurde er als Nachfolger von Kathy Hochul zum Erie County Clerk gewählt. Jacobs trat sein Amt im Januar 2012 an. Er war erst der zweite Republikaner, der dieses Amt bekleidete. Bei den Business First's Power 200 wurde er als einer der einflussreichsten Leute im Westteil von New York genannt.
Jacobs kündigte im Mai 2019 an, bei der Wahl zum US-Repräsentantenhaus 2020 für den Sitz des 27. Kongresswahlbezirks von New York innerparteilich gegen Amtsinhaber Chris Collins anzutreten, gegen den wegen Anschuldigungen des Insiderhandels ermittelt wurde, weshalb er bereits seine Ausschusssitze verloren hatte. Nachdem Collins im September 2019 zurückgetreten war und sich schuldig bekannt hatte, meldete Jacobs sich für die Nachwahl um seinen Sitz an. Ursprünglich war der Termin für die Wahl auf den 28. April 2020 angesetzt, Gouverneur Andrew Cuomo (D) verschob sie jedoch zusammen mit den Vorwahlen zur Präsidentschaftswahl 2020 auf den 23. Juni. An diesem Tag konnte sich Jacobs mit 68,7 % klar gegen den demokratischen Herausforderer Nate McMurray durchsetzen. Damit konnte er den Rest von Collins’ Amtszeit im 116. Kongress wahrnehmen. Auch die am selben Tag stattfindende republikanische Vorwahl für die Hauptwahl am 3. November 2020 entschied Jacobs mit 70 % bei zwei Gegenkandidaten für sich. Die reguläre Wahl 2020 zum Repräsentantenhaus des 117. Kongresses konnte er ebenfalls gegen McMurray gewinnen, seine Amtszeit läuft noch bis zum 3. Januar 2023.
Nach dem Amoklauf von Buffalo sprach sich Jacobs für waffenrechtliche Maßnahmen aus. Konservative Kritik an diesen Maßnahmen veranlassten ihn seine Wiederwahlkampagne am 3. Juni 2022 abzubrechen. Er wird damit am 3. Januar 2023 aus dem Repräsentantenhauses des 117. Kongresses ausscheiden.

## Ausschüsse
Allen ist aktuell Mitglied in folgenden Ausschüssen des Repräsentantenhauses:
- Committee on Agriculture
  - Biotechnology, Horticulture, and Research
  - Commodity Exchanges, Energy, and Credit
  - Nutrition, Oversight, and Department Operations
- Committee on Education and Labor
  - Early Childhood, Elementary, and Secondary Education
  - WHigher Education and Workforce Investment
- Committee on the Budget

## Auszeichnungen
- Pathfinder Award
- Rising Star Award
- 40-Under-40 Award
- Buffalo Urban League Leadership Award